# Fromage à gogo
Pour plus de détails, voir Fiche technique et Distribution.
Fromage à gogo (Penny Princess) est un film britannique réalisé par Val Guest, sorti en 1952.

## Synopsis
Lampidorra est un micro-état européen qui n'a ni taxes, ni quotas, ni droits de douane, ni formulaires à remplir. Ses deux mille habitants tirent leurs revenus de la profession nationale (et légale) de contrebande à destination et en provenance de ses voisins : France, Italie et Suisse. Cependant, le pays traverse une période difficile et fait faillite.
Cet État cherche le soutien financier des États-Unis sous la forme d'un riche Américain qui achète tout le pays pour 100 000 $. Lorsqu'il meurt peu de temps après, c'est sa parente éloignée, Lindy Smith, une jeune vendeuse de Macy's, qui en hérite.
En route vers son nouveau royaume, Lindy rencontre Tony Craig, un vendeur britannique inexpérimenté qui tente de vendre du fromage aux Suisses. Lorsqu'elle arrive à Lampidorra, Lindy est accueillie par le triumvirat au pouvoir : le Chancelier (un cordonnier), le Bourgmestre (un policier) et le ministre des Finances (un forgeron). Par son premier décret royal, elle interdit la contrebande. Cependant, cela exacerbe la crise financière, car son héritage est bloqué pendant au moins six mois par des considérations juridiques.
Par chance, Lindy devient un peu pompette lorsqu'elle goûte le "schneese" Lampidorran, un fromage à base de schnaps. Elle décide qu'il ferait un excellent produit d'exportation et Tony l'aide à le commercialiser. Le fromage alcoolisé est une sensation, mais les autres nations européennes réagissent rapidement à la menace qui pèse sur leurs propres industries fromagères en imposant des tarifs douaniers. Lampidorra se tourne vers son expertise traditionnelle en matière de contrebande pour éviter de les payer.
Tony tombe amoureux de Lindy et propose de l'épouser, mais un télégramme intercepté de son employeur amène Lindy à soupçonner à tort qu'il cherche juste à connaître la recette secrète du schneese. Le malentendu est finalement dissipé. En fin de compte, Lindy reçoit finalement son héritage complet, ce qui lui permet de renflouer ses sujets et de partir avec Tony.

## Fiche technique
- Titre original : Penny Princess
- Titre français : Fromage à gogo
- Réalisation : Val Guest
- Scénario : Val Guest
- Direction artistique : Maurice Carter
- Décors : Iris Newell
- Costumes : Beatrice Dawson
- Photographie : Geoffrey Unsworth
- Son : John W. Mitchell, Gordon K. McCallum
- Montage : Alfred Roome
- Musique : Ronald Hanmer
- Production exécutive : Earl St. John
- Production : Val Guest
- Société de production : Conquest Productions
- Société de distribution : General Film Distributors
- Pays d'origine :  Royaume-Uni
- Langue originale : anglais
- Format : couleur (Technicolor) — 35 mm — 1,37:1 — son mono
- Genre : Comédie
- Durée : 94 minutes
- Dates de sortie : Royaume-Uni : 1952

## Distribution
- Yolande Donlan : Lindy Smith (alias Penny Princess)
- Dirk Bogarde : Tony Craig
- A. E. Matthews (en) : Selby
- Reginald Beckwith : le Ministre des Finances
- Mary Clare : Maria
- Edwin Styles : le Chancelier
- Kynaston Reeves : le Bourgmestre
- Desmond Walter-Ellis : Alberto, capitaine de la garde
- Peter Butterworth : Julien
- Raf De La Torre (non crédité)